# Muscle & Fitness
Muscle & Fitness es una revista estadounidense de fitness y culturismo fundada por el canadiense Joe Weider, pero ahora publicada por American Media, Inc.

## Temática
La primera edición fue publicada en 1936. La revista siempre ha mantenido un enfoque sobre las actividades física, la nutrición y el culturismo profesional, muy parecida a la revista hermana Flex, también creada por Joe Weider. 
Ofrece información relevante en la práctica de ejercicios, además de brindar consejos nutricionales. También abarca otros temas como los suplementos nutricionales y lucha libre profesional, entre otros.

## Portada
Reconocidas personalidades del mundo han aparecido en la portada de Muscle & Fitness como Bruce Lee, Arnold Schwarzenegger, 50 Cent, Hugh Jackman, entre muchos otros.